# Cantoria (Almería)
Cantoria ist eine spanische Gemeinde in der Comarca Valle del Almanzora der Provinz Almería in der Autonomen Gemeinschaft Andalusien. Die Bevölkerung von Cantoria bestand 2024 aus 3.569 Einwohnern. 

## Geografie
Die Gemeinde grenzt an Albanchez, Albox, Arboleas, Fines, Líjar, Lubrín, Macael und Partaloa. Der Ort befindet sich am Fluss Almanzora. 

## Geschichte
Der Ort entstand im 12. Jahrhundert in der Zeit von Al-Andalus. In dieser Zeit wurde hier eine Festung errichtet. Der Ort wurde nach der Reconquista der Titel Villa verliehen.

## Wirtschaft
Neben der Landwirtschaft ist der Abbau und die Verarbeitung von Marmor von Bedeutung.

## Sehenswürdigkeiten
- Pfarrkirche
- Palast des Marquis de Almanzora